# Grosse Pierre (Échenoz-le-Sec)
Pour les articles homonymes, voir Grosse Pierre.
La Grosse Pierre est un dolmen situé sur la commune d'Échenoz-le-Sec, dans le département français de la Haute-Saône.

## Historique
Le dolmen a été signalé en 1974. Il est classé Monument Historique depuis 1979.

## Description
En l'absence de fouille, son architecture n'est pas connue. En l'état, ne sont visibles qu'une dalle support et une table de couverture de forme ovalaire d'environ 3 m de long sur 2,50 m de large qui a été entièrement bouchardée sur le pourtour.